# Baumratten
Die Baumratten, auch als Hutias oder Jutias bekannt (Capromyinae), sind eine auf den karibischen Inseln endemisch lebende Nagetiergruppe aus der Unterordnung der Stachelschweinverwandten (Hystricomorpha). Durch ihren kleinen Lebensraum ist diese Gruppe sehr stark vom Artensterben betroffen, von den mehr als 25 Arten, die noch vor 5000 Jahren lebten, existieren heute nur mehr 13. Die ebenfalls ausgestorbenen Riesenhutias (Heptaxodontidae) werden als eigene Familie geführt.

## Verbreitung
Baumratten leben auf Kuba, Jamaika, Hispaniola und den Bahamas, viele Arten haben jedoch nur mehr ein stark eingeschränktes Verbreitungsgebiet. Bis zur Ankunft des Menschen waren sie neben Riesenhutias, Karibischen Spitzmäusen, Schlitzrüsslern und Fledermäusen die einzigen Säugetiere dieser Inseln.

## Beschreibung
Diese Tiere ähneln in ihrem Aussehen großen, dickköpfigen Ratten, mit denen sie jedoch nicht näher verwandt sind. Sie haben stämmige Körper, der breite Kopf mit den kleinen Augen und Ohren sitzt auf einem kurzen Hals. Die kurzen Gliedmaßen enden jeweils in fünf Zehen, die mit gebogenen Krallen versehen sind. Ihr Fell ist relativ dick, seine Färbung variiert von grau bis bräunlich. Die Schwanzlänge variiert je nach Art erheblich. Baumratten erreichen eine Kopfrumpflänge von 20 bis 50 Zentimetern und ein Gewicht von bis zu 9 Kilogramm.

## Lebensweise
Baumratten leben in Wäldern und gebirgigen Regionen. Neben bodenbewohnenden Arten gibt es auch teilweise auf Bäumen lebende Tiere. Ihre Nahrung setzt sich vorwiegend aus Pflanzen zusammen, andere nehmen auch Insekten und sogar kleine Wirbeltiere zu sich. Die Fortpflanzung ist geprägt durch lange Tragzeiten und hochgradig nestflüchtige Jungtiere.

## Bedrohung
Baumratten sind aufgrund ihres kleinen Verbreitungsgebietes hochgradig gefährdet. Die Gründe für die Bedrohung liegen in der Zerstörung ihres Lebensraumes, der Bejagung und der Konkurrenz durch eingeschleppte Säugetiere, beispielsweise Ratten. Von den 13 noch lebenden Arten werden fünf von der IUCN als stark bedroht (critically endangered) gelistet, und nur eine Art, das Hutiaconga, gilt als relativ häufig.

## Systematik
Die Baumratten galten in der Vergangenheit als eigenständige Familie. Nach mehreren phylogenetischen Studien ist inzwischen klar geworden, dass sie eine Unterfamilie der Stachelratten (Echimyidae) sind.
Es gibt noch fünf lebende Gattungen der Baumratten:
- Die Zwerghutias (Mesocapromys) umfassen vier Arten, die allesamt stark bedroht sind. Sie leben fast nurmehr auf vorgelagerten Inseln von Kuba.
- Die Langschwanzhutias (Mysateles) bestehen aus fünf Arten, die auf Kuba und der vorgelagerten Isla de la Juventud vorkommen.
- Die Hutiaconga (Capromys pilorides) ist die einzige relativ häufige Baumrattenart. Ihre Heimat ist ebenfalls Kuba.
- Die Ferkelratten (Geocapromys) umfassen noch zwei Arten, von denen eine auf Jamaika und eine auf den Bahamas lebt.
- Die Zagutis (Plagiodontia) mit einer auf der Insel Hispaniola beheimateten lebenden und zwei ausgestorbenen Arten.

Zu den ausgestorbenen Gattungen zählen:
- Hexolobodon phenax lebte auf Hispaniola und ähnelte dem Hutiaconga. Es starb vor vermutlich 3000 bis 1000 Jahren aus.
- Rhizoplagiodonta lemkei war eng mit den Zagutis verwandt und kam ebenfalls auf Hispaniola vor. Es überlebte bis kurz nach Ankunft der Europäer.
- Die zwei Arten von Isolobodon lebten auf Hispaniola, Puerto Rico und den Jungferninseln. Fossile Funde deuten an, dass es von der indigenen Bevölkerung als Nahrungsquelle auf mehreren dieser Inseln eingeführt wurde. Die letzten Tiere starben erst im 20. Jahrhundert aus, es gibt aber immer wieder unbestätigte Berichte über Sichtungen.